# Marisa Masullo
Marisa Masullo (* 8. Mai 1959 in Mailand) ist eine ehemalige italienische Sprinterin.

## Leben
1979 gewann sie bei den Mittelmeerspielen Gold über 200 Meter und Silber über 100 Meter. Bei den Olympischen Spielen 1980 in Moskau erreichte sie über 100 und 200 Meter das Viertelfinale, und 1981 holte sie über 200 Meter eine Silbermedaille bei der Universiade.
1983 errang sie bei den Halleneuropameisterschaften in Budapest Bronze über 60 Meter, kam bei den Weltmeisterschaften in Helsinki über 200 Meter ins Halbfinale und gewann bei den Mittelmeerspielen Silber über 100 Meter und Bronze über 200 Meter.
Bei den Olympischen Spielen 1984 in Los Angeles drang sie über 200 Meter ins Halbfinale vor und belegte mit der italienischen Mannschaft in der 4-mal-400-Meter-Staffel den sechsten Platz.
1987 erreichte sie über 100 Meter bei den Weltmeisterschaften in Rom das Viertelfinale aus und gewann über 200 Meter Gold bei den Mittelmeerspielen. Bei den Olympischen Spielen 1988 in Seoul schied sie über 100 Meter im Vorlauf, über 200 Meter im Viertelfinale und in der 4-mal-100-Meter-Staffel im Halbfinale aus.
1991 verteidigte sie bei den Mittelmeerspielen ihren Titel über 200 Meter. Bei den Weltmeisterschaften in Tokio erreichte sie über diese Distanz das Viertelfinale und kam mit der italienischen Mannschaft in der 4-mal-100-Meter-Staffel auf den siebten Rang.
Elfmal wurde sie nationale Meisterin über 100 Meter (1980–1985, 1987, 1988, 1990–1992) und zehnmal über 200 Meter (1978, 1980–1983, 1985, 1987, 1988, 1990, 1992). In der Halle holte sie sechs nationale Titel über 60 Meter (1979, 1981, 1983, 1985, 1991, 1993) und drei über 200 Meter (1980, 1984, 1988).

## Persönliche Bestzeiten
- 50 m (Halle): 6,31 s, 22. Februar 1981, Grenoble
- 60 m (Halle): 7,19 s, 6. März 1983, Budapest
- 100 m: 11,29 s, 24. Juni 1980, Turin
- 200 m: 22,88 s, 1. Juni 1984, Verona
  - Halle: 23,44 s, 10. Februar 1988, Turin
- 400 m: 52,41 s, 12. Juni 1985, Florenz